# Smicridea penai
Smicridea penai är en nattsländeart som beskrevs av Oliver S. Flint Jr. och Donald G. Denning 1989. Smicridea penai ingår i släktet Smicridea och familjen ryssjenattsländor. Inga underarter finns listade i Catalogue of Life.